# Paste
Eine Paste ist ein Feststoff-Flüssigkeitsgemisch (Suspension) mit einem hohen Gehalt an Festkörpern. Pasten sind nicht mehr fließfähig, sondern streichfest. Das Eigenschaftswort pastös  entspricht der Umschreibung zähflüssig wie eine Paste.
Pasten sind beispielsweise
- eine Salbe-Pulver-Mischung und insbesondere halbfeste Arzneiform mit hohem Gehalt an dispergierten Feststoffen („Suspensionssalbe“ mit einem Feststoffanteil von 30 bis 70 %), zum Beispiel Zinci pasta (Zinksalbe)[2]
- Einschleifpaste für Ventile
- Glaspaste, siehe Pâte de verre
- Metallpasten werden in der Elektroindustrie zur Herstellung von Bauteilen verwendet
- gut streichbare Genussmittel wie Fleisch-Paste
- Wärmeleitpaste
- Zahnpasta

Charakterisieren lassen sich Pasten über den Feststoffgehalt, die Viskosität oder die chemische Zusammensetzung.